# Gustave D'Hondt
Gustave Adolphe D'Hondt (Blankenberge, 25 december 1873 - Hindhead (Verenigd Koninkrijk), 15 maart 1953) was een Belgisch volksvertegenwoordiger en burgemeester.

## Levensloop
D'Hondt was hotelier in de badstad Blankenberge, en ook reder ter visserij. Hij trouwde met Paula Catharina Michels.
In 1902 werd hij gemeenteraadslid van Blankenberge, in 1904 schepen en van 1907 tot 1914 en van 1927 tot 1931 burgemeester. Hij was ook provincieraadslid van 1909 tot 1913.
In 1913 werd hij verkozen tot katholiek volksvertegenwoordiger voor het arrondissement Brugge, mandaat dat hij vervulde tot in 1919. Tijdens de Eerste Wereldoorlog was hij vluchteling in Engeland en vanaf 1915 was hij voorzitter van het comité van Belgische vluchtelingen in Croydon.
Zijn activiteiten waren voornamelijk gericht op het toerisme en de visserij. Hij was:
- voorzitter van de beroepsschool voor vissers,
- voorzitter van de zeevaartschool,
- ondervoorzitter van de Voorzienigheidskas der Visschers,
- penningmeester van het comité voor steun aan behoeftige vissers,
- erevoorzitter van de Hoteliersbond.